# وان مدیسون
وان مدیسون یک آسمان‌خراش واقع در ایالت نیویورک، ایالات متحده آمریکا می‌باشد. ساخت و ساز این ساختمان ۲۰۰۶ شروع شد و ۲۰۱۰ به پایان رسید. ارتفاع آن ۱۸۸٫۲۲ متر (۶۱۷٫۵ فوت) است.